# 无懈可击之高手如林
《无懈可击之高手如林》是一部2011年首播的中国大陆商战题材都市职业剧，由幸福蓝海影视文化集团和北京世纪博英影视策划有限公司联合出品，香港知名导演蒋家骏执导，并由胡歌、唐嫣、董璇、邱泽、戚薇、范逸臣等领衔主演。全剧以男主人公的职场生活为主线，讲述了职场精英之间的商战斗争和穿插于其中的爱情故事。
该剧于2010年12月20日在江苏南京开机拍摄，次年3月9日杀青关机。2011年8月6日，本剧在深圳、辽宁、东南、天津四家卫视（前三家为黄金档，天津为深夜档）全国首播。不过由于联播剧占挡和收视率欠佳等原因，辽宁卫视和深圳卫视相继于8月15日和16日将该剧移出了黄金档，只有东南卫视坚持在黄金档播完。
该剧的姐妹篇为2010年电视剧《无懈可击之美女如云》和2012年电视剧《无懈可击之蓝色梦想》，三剧合称“无懈可击三部曲系列”。

## 簡介
商界才子徐然(胡歌 饰)是标准的成功人士，享受着财富之巅的奢华和事业高峰的荣耀；汤七七(唐嫣 饰)是个普通白领，生活中充满了鸡毛蒜皮的琐事和有着不切实际的美丽梦想；出身名门的冯璐菲(董璇 饰)是个美丽的公主，凭借实力开创属于自己的天空。三段平行的人生在机缘巧合下交织在一起，青蛙王子面对可爱的灰姑娘和美丽的公主将会作何选择？
片警危笑(邱泽 饰)是徐然的好哥们，却和徐然的下属“冰山美人”叶柔(戚薇 饰)水火不容。谁知两人在一次又一次的相互智斗中情愫暗生，一对欢喜冤家开始了惊心动魄的恋情；几个年轻人的复杂爱情牵动人心，而一双国际金融巨鳄的黑手却正悄悄地伸向他们。
“合纵联盟”卷土重来，此番他们有着更为贪婪和残忍的计划。凶狠毒辣的代言人熊嘉婕(郑希怡 饰)一次又一次威逼利诱徐然就范，在身体上和精神上都给予徐然重创；徐然的得力手下姜东(范逸臣 饰)更是临阵倒戈，在金钱和地位的诱惑下把徐然推向谷底。
在这场看不见硝烟的残酷商战中，信念和爱情都经受着不同程度的考验。徐然和七七在一次又一次的同甘共苦中越走越近，但是七七却始终介怀两个人的悬殊差距。冯璐菲对徐然的爱疯狂蔓延，然而他们之间还有着不为人知的惊天秘密。他们的爱情最终会走向何方？“合纵联盟”又将会继续怎样的阴谋？在高手如林的世界中，他们又会上演怎样的无懈可击？

## 播出時間

### 首播
| 頻道     | 所在地 | 播映日期     |
| -------- | ------ | ------------ |
| 深圳卫视 | 中國   | 2011年8月6日 |
| 东南卫视 | 中國   | 2011年8月6日 |
| 辽宁卫视 | 中國   | 2011年8月6日 |
| 天津卫视 | 中國   | 2011年8月6日 |

## 演员表
| 演員   | 角色   | 關係／暱稱                                                                                           |
| 胡歌   | 徐然   | 湯七七之男友 V公司大中华区总经理 最大消费品企业V公司营销副总裁                                       |
| 唐嫣   | 汤七七 | 徐然之女友 普通白领 视频网络拍客 后被开除                                                            |
| 邱泽   | 危笑   | 葉柔之男友 善良的人民警察 解决街坊邻居的大事小情 “城市的蜘蛛侠”                                      |
| 董璇   | 冯璐菲 | 暗戀徐然 广告公司老板 完美的富家女 姜东之女友                                                        |
| 范逸臣 | 姜东   | 暗戀馮璐菲 V公司销售总监徐然得力下属后，成为合纵联盟的人，寻求机会击垮徐然 冯璐菲之男友 後為简丹老公 |
| 戚薇   | 叶柔   | 原為張大宇之女友 後為危笑之女友 V公司公关总监                                                        |
| 徐正曦 | 张大宇 | 明星 叶柔的前男友                                                                                    |
| 张世   | 崔大炳 | 汤七七上司 後為湯七七員工                                                                            |
| 郑希怡 | 熊嘉婕 | 合纵联盟的人                                                                                         |
| 索朗措 | 简丹   | 暗戀姜東 V公司的普通白领 徐然的秘书                                                                  |
| 刘惠   | 汤爸爸 | 汤七七爸爸                                                                                           |
| 高磊   | 赵宁   | 暗戀湯七七 汤七七的好友                                                                              |
| 周浩东 | 冯修文 | 冯璐菲的养父 徐然的亲生父亲                                                                          |
| 李鸣惊 | 秦书瑶 | 徐然的前女友                                                                                         |
| 刘真   | 马凯   | 徐然在美国公司的合伙人，后与徐然一起对抗合纵联盟                                                     |
| 彭新智 | 李志辉 | v公司亚太地区总裁                                                                                    |
| 安雅萍 | 苏珊王 | v公司法国总部高管                                                                                    |
| 莫小棋 |        | 客串                                                                                                 |

## 电视音乐
| 无懈可击之高手如林 | 无懈可击之高手如林 | 无懈可击之高手如林 | 无懈可击之高手如林 | 无懈可击之高手如林 |
| 曲序               | 曲目               |                    | 作曲               | 演唱               |
| ------------------ | ------------------ | ------------------ | ------------------ | ------------------ |
| 1.                 | 高手（主题曲）     | Andrew             | 顾峰、吕雯、山野   | 胡歌               |
| 2.                 | 別回答（片尾曲）   | 范逸臣、黃冠龍     | 范逸臣             | 范逸臣             |
| 3.                 | 黑白之間（插曲）   | 戚薇               | 崔迪               | 范逸臣、戚薇       |
| 4.                 | 沒收（插曲）       | 林怡鳳             | 崔迪               | 戚薇               |

## 制作公司
- 江苏幸福蓝海传媒有限责任公司
- 北京世纪博英影视策划有限公司

联合出品 　　
- 江苏省广播电视总台
- 辽宁广播电视台
- 深圳广播电影电视集团
- 福建省广播影视集团
- 安徽电视台
- 天使卫星传媒有限公司
- 四川广播电视台
- 湖北省广播电视总台